# Torrecilla de Alcañiz

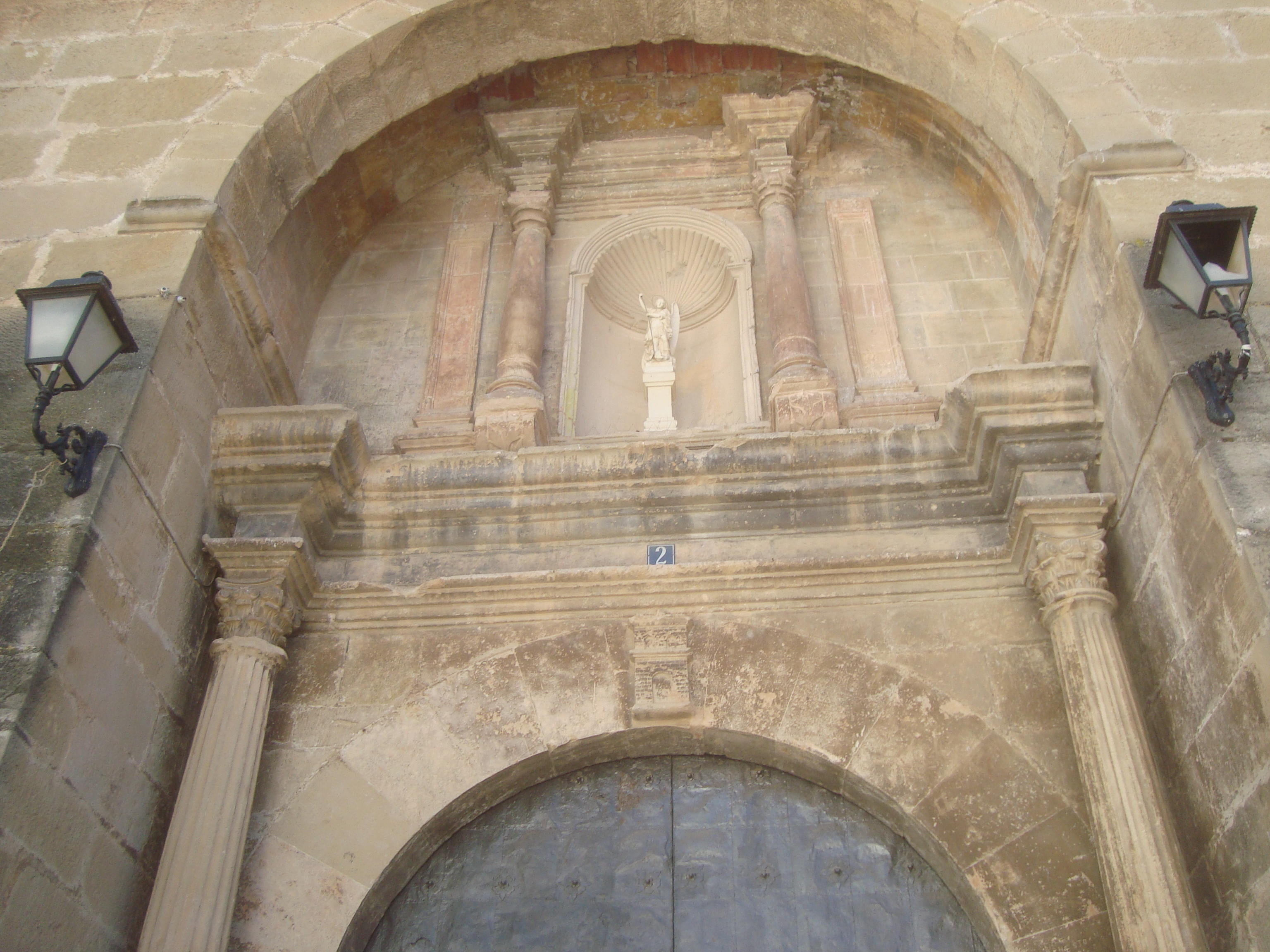
Portada de la iglesia parroquial de San Miguel

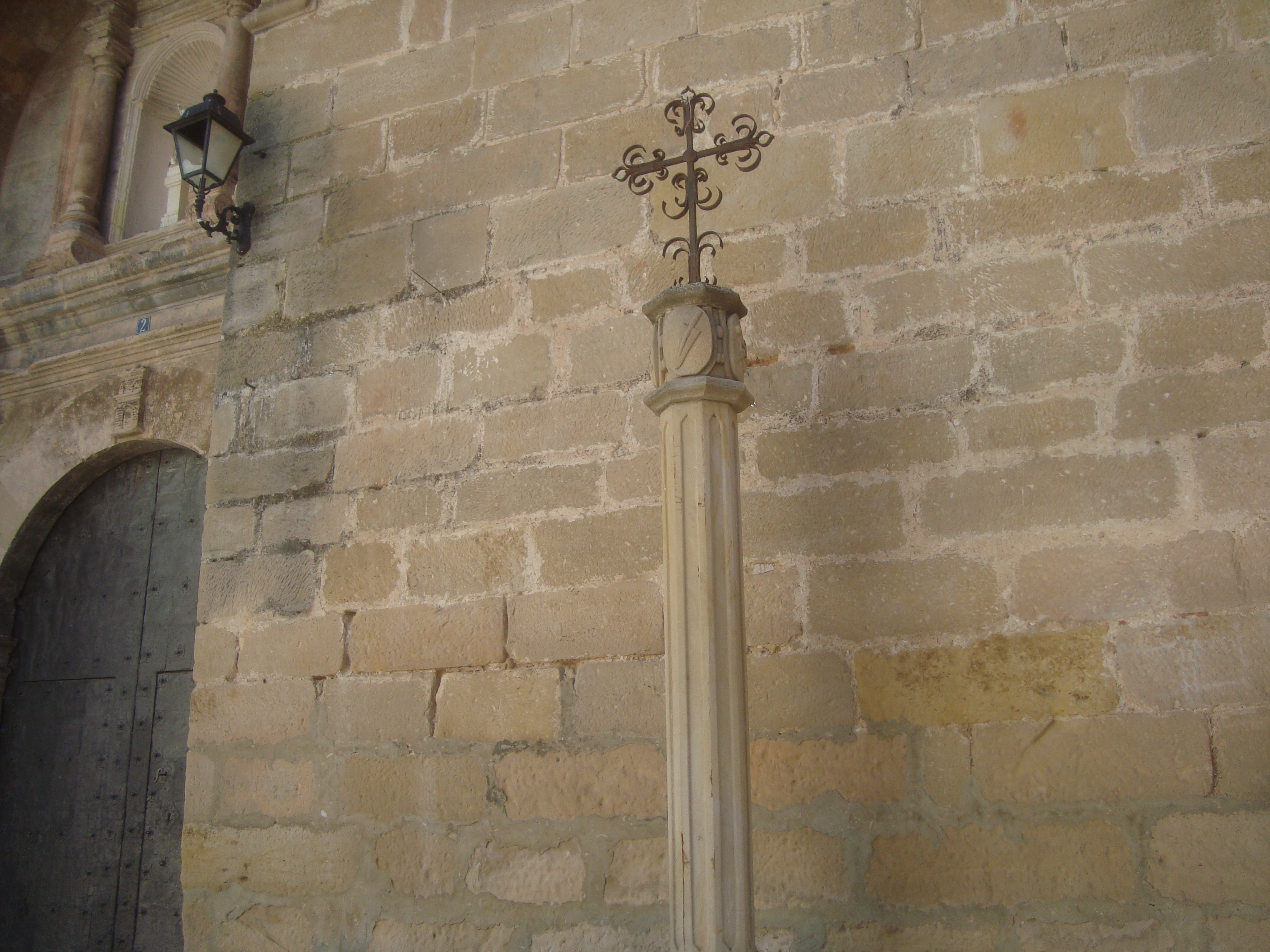
Crucero de la fachada de la iglesia parroquial de San Miguel

Torrecilla de Alcañiz es una localidad y municipio español de la provincia de Teruel situado en la comarca del Bajo Aragón, comunidad autónoma de Aragón.
Las cuevas sepulcrales encontradas en las partidas de La Cortada II y Balsa Nueva, pertenecientes a la Edad del Bronce, y los restos hallados de época ibera, constituyen los testimonios más antiguos de la presencia de pobladores en la zona, previos al asentamiento que hoy conocemos.
En el siglo XII se culmina la reconquista cristiana de la zona del Bajo Aragón, de mano de Alfonso II, quien otorga el control del territorio a las órdenes militares. Torrecilla de Alcañiz forma parte de las localidades que integran la encomienda de Alcañiz, administrada por la Orden de Calatrava. Esta dependencia a Alcañiz se extenderá hasta la Concordia de 1646, por la cual se completaba la independencia de los barrios del Alfoz. A partir del siglo XVIII se integra en el corregimiento de Alcañiz, hasta la división provincial en 1833.
En origen, el núcleo medieval de la villa se encontraba protegido por una muralla de la que no se han conservado restos. Del casco urbano de Torrecilla cabe destacar dos interesantes monumentos, su iglesia parroquial y la casa consistorial, además de ejemplos de la arquitectura popular. También son destacables la diferentes obras relacionadas con el aprovechamiento del agua, como la fuerte, la presa, la acequia o la balsa.
La iglesia parroquial dedicada San Miguel  Arcángel , se realiza en dos etapas constructivas. La primera se sitúa a finales del siglo XVI y a ella se deben los rasgos renacentistas de la cabecera o las cubiertas estrelladas, y la segunda etapa data del siglo XVII en la que, ya adscrita al barroco, se concluye su construcción. De esta fase destaca ante todo la bella torre que se sitúa a los pies, de tipología mixta, definida por un cuerpo inferior de planta cuadrada realizado en piedra, al igual que el resto del templo, e integrado en la fachada, al que se superponen tres cuerpos ochavados realizados en ladrillo.
Saliendo de la plaza de la Iglesia, y tomando la calle de San Roque, llegamos a la plaza de España, donde se sitúa la magnífica Casa Consistorial. Construida a finales del siglo XVI en estilo renacentista, presenta planta rectangular y tres alturas. Edificada en cantería, la lonja a tres frentes nos da la bienvenida a través de sus cuatro arcos de medio punto rebajados sobre pilares. Los vanos del piso superior presentan una interesante variedad en las molduras de sus dinteles, a excepción del gran ventanal de la fachada lateral, que se encuentra flanqueado por dos columnas y rematado por frontón. La última altura del edificio se define a través de la típica  galería de arquillos, abiertos en el muro, y coronada por doble alero de madera.
A pocos kilómetros de Torrecilla se encuentra la ermita de Santa Bárbara, llevada a cabo en el siglo XVI y restaurada en el siglo XX. De sencillos muros de piedra enlucidos, presenta una sencilla portada en arco de medio punto y espadaña. Levantada sobre un cerro con magníficas vistas de la zona, se convierte en lugar de romería y reunión de los torrecillanos el lunes de Pascua.
A las afueras de la localidad, se encuentra en altura el Calvario, con su característico viacrucis. José Pardo Sastrón, famoso botánico y farmacéutico nacido en Torrecilla de Alcañiz, plantó diversas especies arbóreas que en la actualidad pueden identificarse a través de paneles informativos. Existe una ruta señalada que recorre el término del pueblo por los lugares que transitaba el botánico, y que es digna de realizar. 
Finalmente, interesantes son otros elementos patrimoniales como las casetas circulares de piedra que salpican los alrededores de la villa,  la antigua tejería que se encuentra  en la ermita de SANTA Bárbara, Antigua calera en la partida El Chinebral y  el conjunto formado por el pozo y los restos de los cuatro molinos  aceiteros, en los que  se elaboraba el tan afamado aceite de oliva del Bajo Aragón.

## Demografía
Torrecilla de Alcañiz cuenta con una población de 436 habitantes (INE 2024).
| Gráfica de evolución demográfica de Torrecilla de Alcañiz entre 1842 y 2021                                         |
| |
| Población de derecho según los censos de población del INE Población de hecho según los censos de población del INE |

## Administración y política

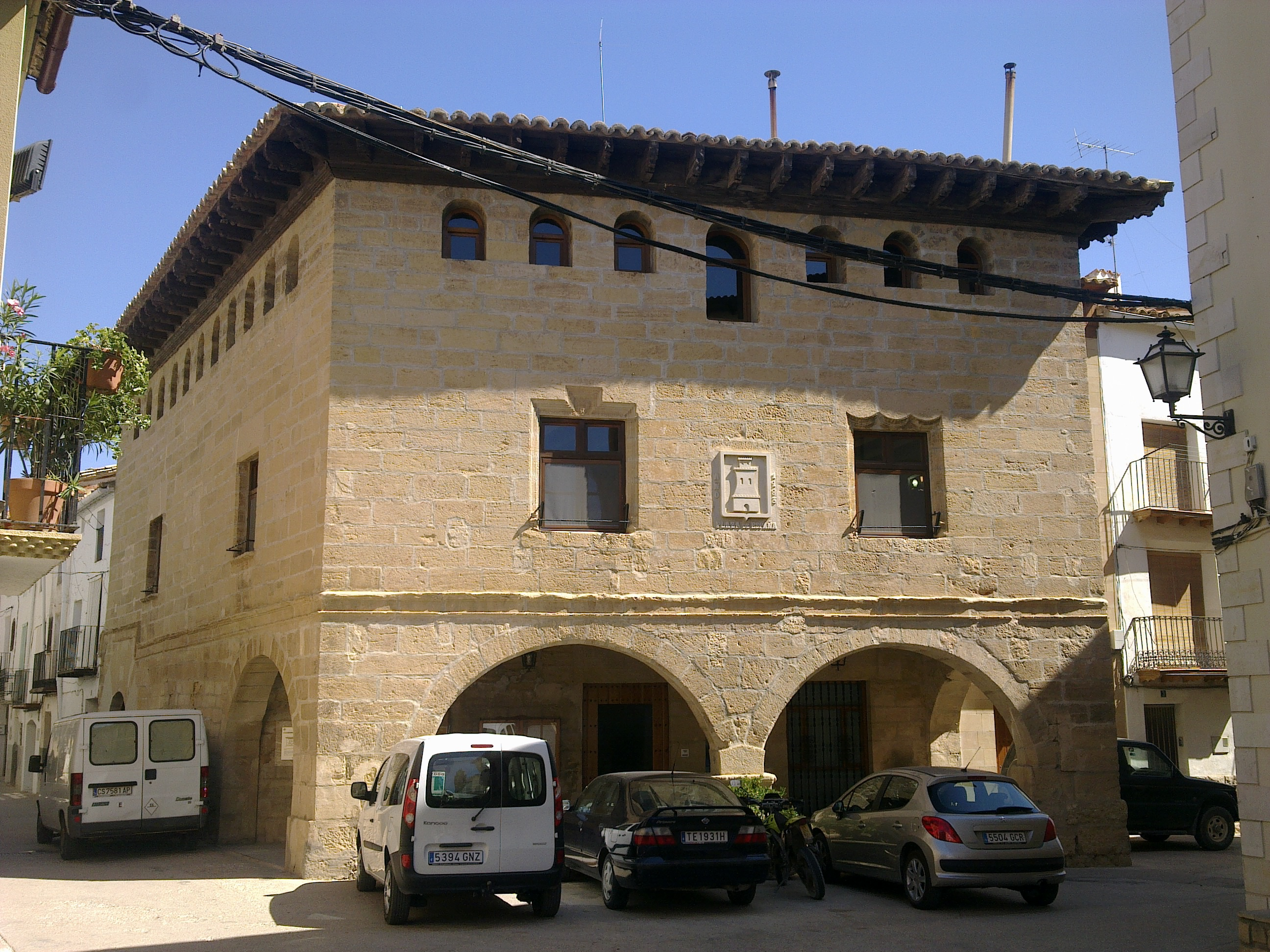
Ayuntamiento de Torrecilla de Alcañiz

| Periodo   | Nombre                    | Partido | Partido                                            |
| --------- | ------------------------- | ------- | -------------------------------------------------- |
| 1979-1983 | Miguel Ferrer Sánchez     |         | Unión de Centro Democrático (UCD)                  |
| 1983-1987 | José Luis Martínez Gascón |         | Alianza Popular (AP)                               |
| 1987-1991 | Joaquín Pérez Sancho      |         | Alianza Popular (AP)                               |
| 1991-1995 | David Gil Poyuelo         |         | Partido Popular de Aragón (PP)                     |
| 1995-1999 | Joaquin Vallés Velilla    |         | Partido Popular de Aragón (PP)                     |
| 1999-2007 | Pedro Mª Mindan Ferrer    |         | Partido Popular de Aragón (PP)                     |
| 2007-2019 | Joaquín Lorenzo Alquézar  |         | Partido de los Socialistas de Aragón (PSOE-Aragón) |
| 2019-2023 | Carmen García Cros        |         | Partido de los Socialistas de Aragón (PSOE-Aragón) |

| Partido político    | Partido político                                   | 1979   | 1983   | 1987   | 1991   | 1995   | 1999   | 2003   | 2007   | 2011   | 2015   | 2019   |
| Partido político    | Partido político                                   | Ediles | Ediles | Ediles | Ediles | Ediles | Ediles | Ediles | Ediles | Ediles | Ediles | Ediles |
|                     | Partido de los Socialistas de Aragón (PSOE-Aragón) | 2      | 2      | 2      | 2      | —      | —      | 3      | 4      | 4      | 4      | 4      |
|                     | Partido Popular de Aragón (PP)                     | —      | 5      | 5      | 5      | 7      | 7      | 4      | 3      | 3      | 3      | 3      |
|                     | Partido Aragonés (PAR)                             | —      | —      | —      | —      | —      | —      | —      | 0      | —      | —      | —      |
|                     | Unión de Centro Democrático (UCD)                  | 5      | —      | —      | —      | —      | —      | —      | —      | —      | —      | —      |
| Total de concejales | Total de concejales                                | 7      | 7      | 7      | 7      | 7      | 7      | 7      | 7      | 7      | 7      | 7      |